# 거북이 특공대 Z
《거북이 특공대 Z》(영어: Teenage Mutant Ninja Turtles)는 미국의 미라지 스튜디오와 대한민국의 동우 애니메이션이 협력제작을 하여 탄생하게 된 닌자 거북이의 새로운 애니메이션 시리즈이다. 캐릭터 디자인이 1987년 시리즈보다 상당히 날카로워졌고, 분위기도 훨씬 어둡게 재현이 되었다. 미국에서는 2003년 2월 8일에 시즌1을 방영하기 시작해서, 2009년 11월 21일에 Turtles Forever를 끝으로 종영하였다.
대한민국에서는 2006년 9월 21일부터 2007년 5월 31일까지 SBS에서 '거북이 특공대Z'라는 제목으로 매주 수요일과 목요일에 방영되었고, 2008년 6월 17일부터 매주 화요일에 재방영을 하고 있었다가 도중에 종영을 한 상태이다. 현재 시즌2까지 방영되었고, 시즌3 부터의 방영 계획은 아직 없다.

## 1987년 애니메이션 시리즈와 차이점
2003년 애니메이션 시리즈는 1987년에 방영해서 1996년에 종영이 된 기존 애니메이션 시리즈와는 차별을 두고 있다. 1987년 애니메이션 시리즈가 저연령 시청자들을 위해 많은 설정들을 바꾸었다고 하면, 이 애니메이션 시리즈는 원작에 있었던 어두운 분위기를 일부 반영하였다. 그러나 등급이 미국 기준 TV-T7 FV(7세 이상 시청할 수 있고, 공상적인 폭력이 존재함)인 관계로 역시 수위를 낮추었다. 1987년 시리즈에서 나왔던 비밥, 록스테디, 크랭등의 인물들은 나오지 않는다. 다만, 원작에서 언급한 적이 있는 카라이라는 캐릭터가 나온다. 거북이들의 이미지는 한층 날카로워졌다. 레오나르도 같은 경우는 한층 더 성숙하고 명상적으로 바뀌게 되었고, 라파엘 같은 경우는 다혈질 적인 성격인 1987년 애니메이션 시리즈보다 더욱더 짙게 베어있다. 에이프릴 오닐의 경우는 1987년 시리즈에서는 여기자로서 나왔지만, 2003년 시리즈에서는 박스터 스토크맨의 조수로 일했다가 해고를 당하고 그에게 죽임을 당할 뻔했다가 거북이들이 구출을 하게 되어서 골동품 가게를 차리게 된다. 그리고, 1987년 시리즈에서 거의 나오지 않은 케이시 존스가 비중이 있는 캐릭터로 등장하게 된다.
캐릭터들의 색깔도 달라졌다. 스플린터는 갈색에서 회색으로 바뀌었고, 에이프릴 오닐도 브라운 계통의 단발머리에서 긴 빨간 머리로 바뀌었다. 거북이들의 피부 색깔은 기본적으로 초록색이지만 약간씩 다르다. 레오나르도는 기본적인 초록색이고, 라파엘은 짙은 초록색, 미켈란젤로는 청록색, 도나텔로는 올리브색 계통의 초록색이다.

## 에피소드
미국판 제목과 대한민국판 제목을 같이 표기하였다. 국내의 경우는 3, 4화를 연속 방영하였다.

### 시즌1 (001~026) 26화
| No | 미국판 제목                            | 한국판 제목           | 방영일(미국)     | 방영일(한국)     |
| -- | -------------------------------------- | --------------------- | ---------------- | ---------------- |
| 1  | Things Change                          | 새로운 시작           | 2003년 2월 8일   | 2006년 9월 21일  |
| 2  | A Better Mousetrap                     | 로봇의 비밀           | 2003년 2월 15일  | 2006년 9월 27일  |
| 3  | Attack of the Mousers                  | 로봇의 공격           | 2003년 2월 22일  | 2006년 9월 28일  |
| 4  | Meet Casey Jones                       | 케이시와의 만남       | 2003년 3월 1일   | 2006년 9월 28일  |
| 5  | Nano                                   | 나노 로봇             | 2003년 3월 8일   | 2006년 10월 11일 |
| 6  | Darkness on the Edge of Town           | 암흑의 도시           | 2003년 3월 15일  | 2006년 10월 12일 |
| 7  | The Way of Invisibility                | 투명 전사             | 2003년 3월 22일  | 2006년 10월 19일 |
| 8  | Fallen Angel                           | 엔젤을 구하라         | 2003년 3월 29일  | 2006년 10월 25일 |
| 9  | Garbageman                             | 쓰레기 마스터         | 2003년 4월 5일   | 2006년 10월 26일 |
| 10 | The Shredder Strikes, Part One         | 슈레더의 출현 1부     | 2003년 4월 12일  | 2006년 11월 1일  |
| 11 | The Shredder Strikes, Part Two         | 슈레더의 출현 2부     | 2003년 4월 19일  | 2006년 11월 2일  |
| 12 | The Unconvincing Turtle Titan          | 슈퍼거북이            | 2003년 5월 3일   | 2006년 11월 8일  |
| 13 | Notes from the Underground, Part One   | 지하세계의 경고 1부   | 2003년 5월 10일  | 2006년 11월 9일  |
| 14 | Notes from the Underground, Part Two   | 지하세계의 경고 2부   | 2003년 5월 17일  | 2006년 11월 15일 |
| 15 | Notes from the Underground, Part Three | 지하세계의 경고 3부   | 2003년 5월 24일  | 2006년 11월 16일 |
| 16 | The King                               | 이상한 이웃           | 2003년 5월 31일  | 2006년 11월 22일 |
| 17 | Shredder Strikes Back, Part One        | 돌아온 슈레더 1부     | 2003년 6월 7일   | 2006년 11월 23일 |
| 18 | Shredder Strikes Back, Part Two        | 돌아온 슈레더 2부     | 2003년 6월 14일  | 2006년 11월 29일 |
| 19 | Tales of Leo                           | 레오나르도의 과거     | 2003년 9월 13일  | 2006년 12월 6일  |
| 20 | The Monster Hunter                     | 괴물 사냥꾼           | 2003년 9월 20일  | 2006년 12월 7일  |
| 21 | Return to New York, Part One           | 뉴욕으로 돌아오다 1부 | 2003년 9월 27일  | 2006년 12월 14일 |
| 22 | Return to New York, Part Two           | 뉴욕으로 돌아오다 2부 | 2003년 10월 4일  | 2006년 12월 20일 |
| 23 | Return to New York, Part Three         | 뉴욕으로 돌아오다 3부 | 2003년 10월 11일 | 2006년 12월 21일 |
| 24 | Lone Raph and Cub                      | 라파엘의 닮은 꼴      | 2003년 10월 18일 | 2006년 12월 27일 |
| 25 | Search for Splinter, Part One          | 사부님은 어디에? 1부  | 2003년 10월 25일 | 2006년 12월 28일 |
| 26 | Search for Splinter, Part Two          | 사부님은 어디에? 2부  | 2003년 11월 1일  | 2007년 1월 3일   |

### 시즌2 (027~052) 26화
캐릭터의 색이 많이 조정되었다.
| No | 미국판 제목                      | 한국판 제목                 | 방영일(미국)     | 방영일(한국)    |
| -- | -------------------------------- | --------------------------- | ---------------- | --------------- |
| 27 | The Fugitoid                     | 우주 거북이 특공대 1부      | 2003년 11월 8일  | 2007년 1월 4일  |
| 28 | The Trouble with Triceratons     | 우주 거북이 특공대 2부      | 2003년 11월 15일 | 2007년 1월 10일 |
| 29 | The Big House                    | 우주 거북이 특공대 3부      | 2003년 11월 22일 | 2007년 1월 11일 |
| 30 | The Arena                        | 우주 거북이 특공대 4부      | 2003년 11월 29일 | 2007년 2월 14일 |
| 31 | Triceraton Wars                  | 우주 거북이 특공대 5부      | 2003년 12월 6일  | 2007년 2월 15일 |
| 32 | Secret Origins Part 1            | 출생의 비밀 1화             | 2004년 1월 17일  | 2007년 2월 21일 |
| 33 | Secret Origins Part 2            | 출생의 비밀 2화             | 2004년 1월 24일  | 2007년 2월 22일 |
| 34 | Secret Origins Part 3            | 출생의 비밀 3화             | 2004년 1월 31일  | 2007년 2월 28일 |
| 35 | The Ultimate Ninja               | 거북이 특공대 최고의 무술인 | 2004년 2월 14일  | 2007년 3월 7일  |
| 36 | Reflections                      | 추억 여행                   | 2004년 2월 7일   | 2007년 3월 14일 |
| 37 | Modern Love - The Return of Nano | 가족이 그리워               | 2004년 2월 21일  | 2007년 3월 15일 |
| 38 | What a Croc!                     | 돌연변이 악어               | 2004년 2월 28일  | 2007년 3월 22일 |
| 39 | Return to the Underground        | 소중한 약속                 | 2004년 3월 6일   | 2007년 3월 28일 |
| 40 | City at War Part 1               | 범죄와의 전쟁 1부           | 2004년 3월 13일  | 2007년 3월 29일 |
| 41 | City at War Part 2               | 범죄와의 전쟁 2부           | 2004년 3월 20일  | 2007년 4월 4일  |
| 42 | City at War Part 3               | 범죄와의 전쟁 3부           | 2004년 3월 27일  | 2007년 4월 11일 |
| 43 | Junklantis                       | 쓰레기 왕국                 | 2004년 4월 3일   | 2007년 4월 12일 |
| 44 | The Golden Puck                  | 황금 하키퍽                 | 2004년 4월 10일  | 2007년 4월 25일 |
| 45 | Rogue in the House Part 1        | 외톨이 공룡 1부             | 2004년 4월 17일  | 2007년 5월 2일  |
| 46 | Rogue in the House Part 2        | 외톨이 공룡 2부             | 2004년 4월 24일  | 2007년 5월 3일  |
| 47 | April's Artifact                 | 나침반의 비밀               | 2004년 5월 1일   | 2007년 5월 9일  |
| 48 | Return of the Justice Force      | 정의의 파워군단!            | 2004년 5월 8일   | 2007년 5월 10일 |
| 49 | Big Brawl Part 1                 | 대결투 1부                  | 2004년 5월 15일  | 2007년 5월 16일 |
| 50 | Big Brawl Part 2                 | 대결투 2부                  | 2004년 9월 18일  | 2007년 5월 23일 |
| 51 | Big Brawl Part 3                 | 대결투 3부                  | 2004년 9월 25일  | 2007년 5월 30일 |
| 52 | Big Brawl Part 4                 | 대결투 4부                  | 2004년 10월 2일  | 2007년 5월 31일 |

### 시즌3 (053~078) 26화
당초 정식으로 53화는 The Christmas Aliens이지만, 방영 날짜를 크리스마스에 맞추기 위해 에피소드 번호 순서를 바꾸게 되었다.
| No | 미국판 제목           | 방영일(미국)     |
| -- | --------------------- | ---------------- |
| 53 | Space Invaders Part 1 | 2004년 10월 9일  |
| 54 | Space Invaders Part 2 | 2004년 10월 16일 |
| 55 | Space Invaders Part 3 | 2004년 10월 23일 |
| 56 | Worlds Collide Part 1 | 2004년 10월 30일 |
| 57 | Worlds Collide Part 2 | 2004년 11월 6일  |
| 58 | Worlds Collide Part 3 | 2004년 11월 13일 |
| 59 | Touch and Go          | 2004년 11월 20일 |
| 60 | Hunted                | 2004년 11월 27일 |
| 61 | H.A.T.E.              | 2004년 12월 4일  |
| 62 | Nobody's Fool         | 2004년 12월 11일 |
| 63 | New Blood             | 2005년 1월 22일  |
| 64 | The Lesson            | 2004년 12월 18일 |
| 65 | The Christmas Aliens  | 2004년 12월 25일 |
| 66 | The Darkness Within   | 2005년 1월 29일  |
| 67 | Mission of Gravity    | 2005년 2월 5일   |
| 68 | The Entity Below      | 2005년 2월 6일   |
| 69 | Time Travails         | 2005년 2월 7일   |
| 70 | Hun on the Run        | 2005년 2월 8일   |
| 71 | Reality Check         | 2005년 3월 5일   |
| 72 | Across the Universe   | 2005년 3월 12일  |
| 73 | Same As It Never Was  | 2005년 3월 17일  |
| 74 | The Real World Part 1 | 2005년 3월 26일  |
| 75 | The Real World Part 2 | 2005년 4월 2일   |
| 76 | Bishop's Gambit       | 2005년 4월 9일   |
| 77 | Exodus Part 1         | 2005년 4월 16일  |
| 78 | Exodus Part 2         | 2005년 4월 23일  |

### 시즌4 (079~104) 26화
레오나르도의 등껍질 일부가 잘려 나간 상태에서 방영되었다. 이는 시즌 5까지 이어졌다. 97화는 심의 문제(박스터 스토크맨의 모습이 방송 부적격 판정)로 미국에서 방영하지 않았다.
| No  | 미국판 제목                  | 방영일(미국)     |
| --- | ---------------------------- | ---------------- |
| 79  | Cousin Sid                   | 2005년 9월 10일  |
| 80  | The People's Choice          | 2005년 9월 17일  |
| 81  | Sons of the Silent Age       | 2005년 10월 1일  |
| 82  | Dragon's Brew                | 2005년 10월 8일  |
| 83  | I, Monster                   | 2005년 10월 15일 |
| 84  | Grudge Match                 | 2005년 10월 22일 |
| 85  | A Wing and a Prayer          | 2005년 9월 25일  |
| 86  | Bad Day                      | 2005년 11월 5일  |
| 87  | Aliens Among Us              | 2005년 11월 12일 |
| 88  | Dragons Rising               | 2005년 11월 19일 |
| 89  | Still Nobody                 | 2005년 11월 26일 |
| 90  | All Hallows Thieves          | 2005년 10월 29일 |
| 91  | Samurai Tourist              | 2005년 12월 3일  |
| 92  | The Ancient One              | 2005년 12월 10일 |
| 93  | Scion of the Shredder        | 2006년 2월 4일   |
| 94  | Prodigal Son                 | 2006년 2월 11일  |
| 95  | Outbreak                     | 2006년 2월 18일  |
| 96  | Trouble with Augie           | 2006년 2월 25일  |
| 97  | Insane in the Membrane       | 미방영           |
| 98  | Return of Savanti Part 1     | 2006년 3월 11일  |
| 99  | Return of Savanti Part 2     | 2006년 3월 18일  |
| 100 | Tale of Master Yoshi         | 2006년 3월 4일   |
| 101 | Adventures in Turtle Sitting | 2006년 3월 25일  |
| 102 | Good Genes Part 1            | 2006년 4월 1일   |
| 103 | Good Genes Part 2            | 2006년 4월 8일   |
| 104 | Ninja Tribunal               | 2006년 4월 15일  |

### 시즌5 Ninja Trubunal (105~117) 13화
미국에서는 당초 방영 계획에 없었다. 그렇기 때문에 인터넷 상에서는 시즌6인 Fast Forward를 시즌5라고 홍보한 적이 있었다. 그러나 공식 사이트에서 시즌5가 방영되지 않는다는 소식이 전해지자, 시청자들의 잦은 항의가 있었다. 결국 2006년 8월에 주문형 비디오 서비스를 통해 일부편만 송출 되었다가 2007년 3월 24일에 111화가 갑작스럽게 방영되었다. 그리고, 시즌6를 종영한 뒤, 2008년 초에 제작이 중단 된 110화를 제외한 나머지 12화를 방영하였다.
| No  | 미국판 제목              | 방영일(미국)    |
| --- | ------------------------ | --------------- |
| 105 | Lap of the Gods          | 2008년 2월 16일 |
| 106 | Demons and Dragons       | 2008년 2월 23일 |
| 107 | Legend of the 5 Dragons  | 2008년 3월 1일  |
| 108 | More Worlds Than One     | 2008년 3월 8일  |
| 109 | Beginning of the End     | 2008년 3월 15일 |
| 110 | Nightmares Recycled      | 제작 중단       |
| 111 | Membership Drive         | 2007년 3월 24일 |
| 112 | New World Order Part 1   | 2008년 3월 29일 |
| 113 | New World Order Part 2   | 2008년 4월 5일  |
| 114 | Fathers & Sons           | 2008년 4월 12일 |
| 115 | Past and Present         | 2008년 4월 19일 |
| 116 | Enter the Dragons Part 1 | 2008년 4월 26일 |
| 117 | Enter the Dragons Part 2 | 2008년 5월 3일  |

### 시즌6 Fast Forward (118~143) 26화
미국에서는 118~120화를 9월이 아닌 7월에 조기 방영하였다. 해당 에피소드를 방영할 당시에는 정식 오프닝이 아닌 애니메이션 장면들을 짜깁기 한 오프닝을 썼었다. 그러다가 9월에 정식 방영할 때부터 정식 오프닝을 사용하였다. 당초 이 시즌은 26화로 기획을 했다가, 10화 연장을 구상하고 있었다. 그러나 시청자의 반응이 냉담한 관계로 새로운 이야기를 시즌 7으로 넘기기로 하고 구상을 철회하였다. 이 바람에 143화에서도 끝나지 않은 것처럼 보인다. 이것 때문에 일부 누리꾼들은 142화와 143화 에피소드 순서를 바꿔야 한다고 주장을 하고 있다.
| No  | 미국판 제목                    | 방영일(미국)     |
| --- | ------------------------------ | ---------------- |
| 118 | Future Shellshock              | 2006년 7월 29일  |
| 119 | Obsolete                       | 2006년 8월 5일   |
| 120 | Home Invasion                  | 2006년 8월 12일  |
| 121 | Headlock Prime                 | 2006년 9월 30일  |
| 122 | Playtime's Over                | 2006년 10월 7일  |
| 123 | Bishop to Knight               | 2006년 10월 14일 |
| 124 | Night of Sh'Okanabo            | 2006년 10월 21일 |
| 125 | Clash of the Turtle Titans     | 2006년 10월 28일 |
| 126 | Fly Me To The Moon             | 2006년 11월 4일  |
| 127 | Invasion of the Body Snatcher! | 2006년 11월 11일 |
| 128 | The Freaks Come Out at Night   | 2006년 11월 25일 |
| 129 | Bad Blood                      | 2006년 12월 2일  |
| 130 | The Journal                    | 2006년 12월 9일  |
| 131 | The Gaminator                  | 2006년 12월 16일 |
| 132 | Graduation Day: Class of 2105  | 2007년 3월 24일  |
| 133 | Timing Is Everything           | 2007년 3월 31일  |
| 134 | Enter the Jammerhead           | 2007년 4월 7일   |
| 135 | Milk Run                       | 2007년 4월 14일  |
| 136 | The Fall of Darius Dunn        | 2007년 4월 21일  |
| 137 | Turtle X-Tinction              | 2007년 4월 28일  |
| 138 | Race For Glory!                | 2007년 9월 8일   |
| 139 | Head of State                  | 2007년 9월 15일  |
| 140 | DNA is Thicker than Water      | 2007년 10월 6일  |
| 141 | The Cosmic Completist          | 2007년 10월 13일 |
| 142 | The Day of Awakening           | 2007년 10월 20일 |
| 143 | Zixxth Sense                   | 2007년 10월 27일 |

당초 시즌 6에의 연장선에서 방영하려고 했던 에피소드이나, 구상이 철회되어 제작이 중단 된 시즌이다. 시즌 6가 20화까지 방영이 되고, 21화의 방영이 굉장히 늦어졌는데 이는 이 구상 때문이다.
| No  | 미국판 제목                      | 방영일(미국)               |
| --- | -------------------------------- | -------------------------- |
| 144 | Master Fighter 2105              | 2009년 5월 11일 (Animatic) |
| 145 | Something Wicked                 | -                          |
| 146 | Bounty Huntin'                   | -                          |
| 147 | Turtles, Turtles Everywhere      | -                          |
| 148 | Law and Disorder                 | -                          |
| 149 | The Devil and Dr. Stockman       | -                          |
| 150 | The Incredible Shrinking Serling | -                          |
| 151 | Space Usagi                      | -                          |
| 152 | City Under Siege                 | -                          |
| 153 | Homeward Bound                   | -                          |

### 시즌7 Back to the Sewers (144~156) 13화
시즌 6에서 끝맺지 못한 내용을 154화 앞 부분에서 결론짓고, 본 이야기로 넘어가는 방식을 취했다. 시즌 6에까지 나오지 않았던 거북이의 눈동자를 추가하였다. Mayhem from Mutant Island 같은 경우는 시즌 7 내용과는 연관성이 거의 없는 보너스 에피소드에 속하기 때문에 정식 에피소드로 취급하지는 않는다.
| No  | 미국판 제목                  | 방영일(미국)            |
| --- | ---------------------------- | ----------------------- |
| 144 | Tempus Fugit                 | 2008년 9월 13일         |
| 145 | Karate Schooled              | 2008년 9월 20일         |
| 146 | Something Wicked             | 2008년 9월 27일         |
| 147 | The Engagement Ring          | 2008년 10월 4일         |
| 148 | Hacking Stockman             | 2008년 10월 18일        |
| 149 | Incredible Shrinking Serling | 2008년 10월 25일        |
| 150 | Identity Crisis              | 2008년 11월 1일         |
| 151 | Web Wranglers                | 2008년 11월 8일         |
| 152 | SuperQuest                   | 2008년 11월 15일        |
| 153 | Virtual Reality Check        | 2008년 11월 22일        |
| 154 | City Under Siege             | 2008년 11월 29일        |
| 155 | Super Power Struggle         | 2009년 2월 21일         |
| 156 | Wedding Bells and Bytes      | 2009년 2월 28일         |
| SP  | Mayhem from Mutant Island    | 2009년 3월 7일~3월 23일 |

## 성우진

### 미국 원본판
- 마이클 신터니클러스 - 레오나르도(Leonardo), 다크 레오나르도(Dark Leonardo)
- 존 캠벨 - 라파엘(Raphael), 다크 라파엘(Dark Raphael)
- 웨인 그레이슨 - 미켈란젤로(Michelangelo), 다크 미켈란젤로(Dark Michelangelo)
- 샘 리걸 - 도나텔로(Donatello), 채플린 박사(Dr. Chaplin), 다크 도나텔로(Dark Donatello)
- 베로니카 테일러 - 에이프릴 오닐(April O'Neil)
- 마크 톰프슨 - 케이시 존스(Casey Jones), 드레이코(Draco), 오거스트 오닐(August O'Neil), 설링(Serling)
- 대런 던스탠 - 스플린터(Splinter)
- 스코티 레이 - 슈레더(The Shredder)
- 그레그 캐리 - 헌(Hun), 레더헤드(Leatherhead), 트락시무스(Traximus)
- 스콧 윌리엄스 - 박스터 스토크맨(Baxter Stockman)
- 숀 셰멀 - 노바디(Nobody), 에이션트 원(Ancient One), 콘스터블 비글스(Constable Biggles), 쇼카나보(Sh'Okanabo), 칸(Khan)
- 캐런 닐 - 카라이(Karai)
- 크리스 애덤스 - 코디 존스(Cody Jones)
- 데이비드 잰 맨즐리 - 에이전트 비숍(Agent Bishop), 데리우스 던(Darius Dun), 레트 킹(Rat King)
- 태라 샌즈 - 엔젤(Angel)
- 어맨다 브라운 - 스탈리 햄브라(Starlee Hambrath)
- 마이크 폴럭 - 가베이지맨(Garbageman), 잭 커비(Jack Kirby)
- 데이비드 엘리엇 - 토빈 직스(Torbin Zixx)
- 댄 그린 - 얼티밋 다이묘(Ultimate Daimyo), 모르투(Mortu), 모자르 사령관(Commander Mozar)
- Marc Diraison - 가짜 터틀 타이탄(Turtle Titan - Fake)

### SBS더빙판
- 강수진 - 레오나르도(Leonardo)
- 김환진 - 라파엘(Raphael)
- 이철용 - 미켈란젤로(Michelangelo)
- 안종덕 - 도나텔로(Donatello), 미야모토 우사기(Miyamoto Usagi)
- 김지혜 - 에이프릴 오닐(April O'Neil), 카라이(Karai) 이외에 모든 여자 역할과 아이 역할
- 장호비 - 케이시 존스(Casey Jones), 실버 센트리(Silver Century), 얼티밋 닌자(Ultimate Ninja), 드레이코(Draco), 트락시무스(Traximus)
- 장광 - 스플린터(Splinter), 헌(Hun), 가베이지맨(Garbageman)
- 이종혁 - 박스터 스톡만(Baxter Stockman)
- 시영준 - 슈레더(The Shredder), 얼티밋 다이묘(Ultimate Daimyo)